# Eilema flava
Eilema flava är en fjärilsart som beskrevs av Barend J. Lempke 1964. Eilema flava ingår i släktet Eilema och familjen björnspinnare. Inga underarter finns listade i Catalogue of Life.